# 한승주
한승주(韓昇洲, 1940년 9월 13일~)는 대한민국의 교육인, 외교학자, 외교관, 정치인이다. 외무부 장관, 주미 대사를 지낸 대한민국의 외교관이자 고려대학교 정치외교학과에서 1978년부터 교수로 재직한 외교학자이다.

## 생애
1962년에 서울대학교 외교학과를 나온 후 1964년 미국 뉴햄프셔 대학교에서 정치학 석사 학위를 받고, 1970년에 미국 캘리포니아 대학교 버클리에서 정치학 박사 학위를 받았다.
1993년 2월부터 1994년 12월까지 외무부 장관이었다.
2006년에 고려대학교 교수직에서 정년퇴직하였으며,
2002년 6월부터 2003년 2월 그리고 2007년 3월부터 2008년 1월까지 고려대학교 총장서리를 맡았다.

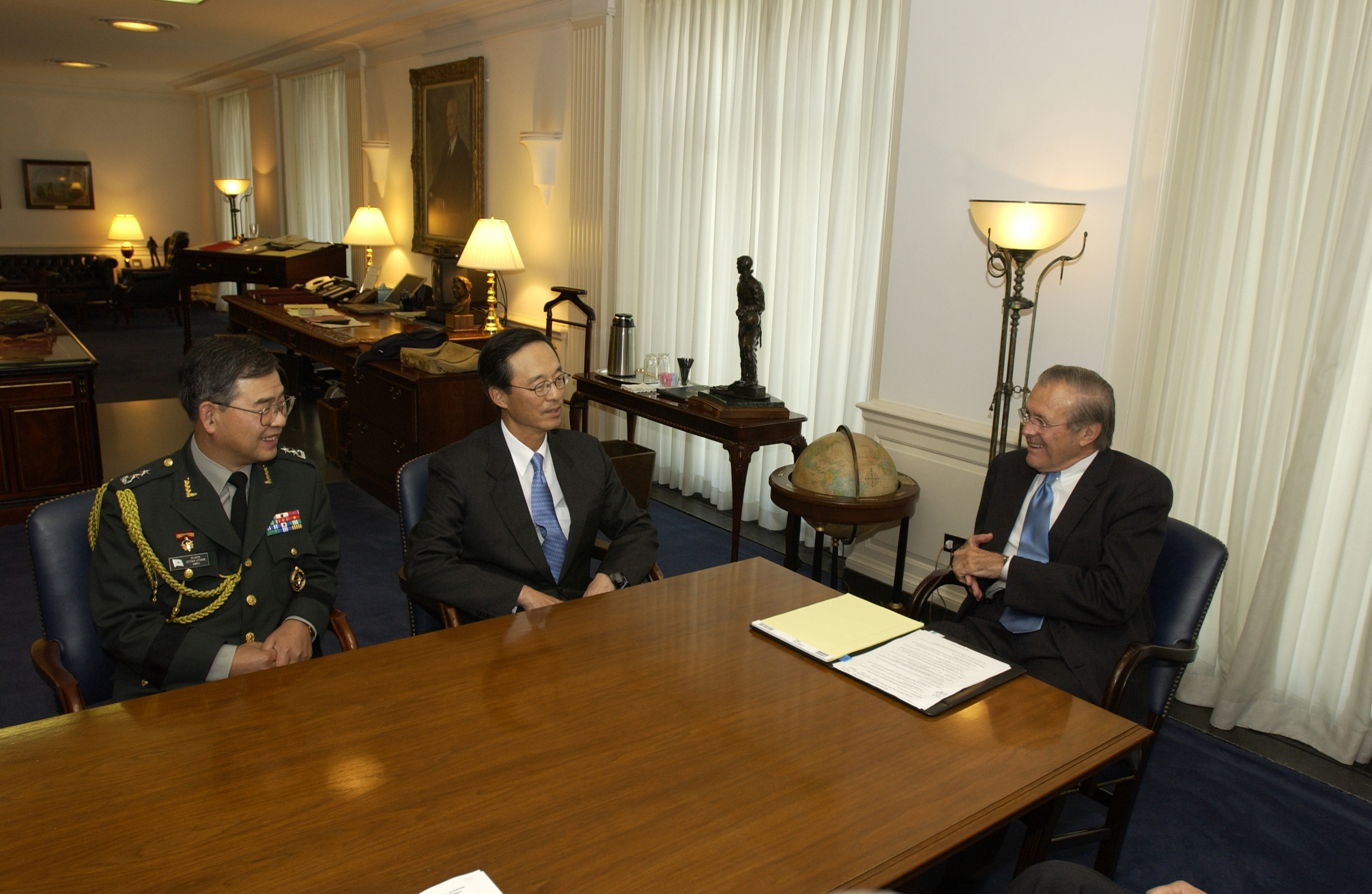
주미 대사 재임시의 한승주(가운데), 2004년 10월

청와대는 2003년 4월 한승주를 주미대사로 서둘러 내정하였다. 여기에는 북한 핵 문제 해결을 위한 진용을 가급적 빨리 구축하려는 의미가 담겨 있었고 당시, 북핵 문제가 주요 현안으로 대두됐으나 양성철 당시 주미대사는 3년의 임기를 거의 마쳐가고 있는 상태였고 가능한 한 빨리 교체해야 한다는 의견이 설득력을 얻었다. 이런 상태에서 한승주가 국내 인사로는 드물게 미국내에 두터운 인맥을 갖고 있으며,1993년 북핵 위기 때는 외무부 장관으로서 평화적 해결을 위해 외교적 노력을 기울인 점도 고려돼 발탁된 것으로 알려졌다. 이리하여 2003년 4월부터 2005년 2월까지 제19대 주미대사를 지냈다.
한때 고려대학교 교수 한승조의 발언 파문의 유탄에 맞기도 했다. 같은 고려대학교에다 이름도 비슷했기 때문이었다.